# Leona (Kansas)
Pour les articles homonymes, voir Leona.
Leona est une ville américaine située dans le comté de Doniphan, au Kansas. Selon le recensement de 2020, sa population est de 48 habitants.